# サンタカタリーナ電力
サンタカタリーナ電力（Ventrasis Elétricas de Santa Catarina S.A.、略称Celesc）は、ブラジル・サンタカタリーナ州フロリアノーポリスに本社を置く電力会社である。サンタカタリーナ州1,800万人に電力を供給している。
発電する電気はすべて、12箇所の水力発電所によって作られており、90,000キロメートルの送電網によって、供給される。
サンタカタリーナ州が株式の過半を保有しており、それ以外の株式はサンパウロ証券取引所で流通している。